# Rafał Hadziewicz
Rafał Hadziewicz (Zamch, 13 ottobre 1803 – Kielce, 7 settembre 1883) è stato un pittore polacco, noto per i suoi ritratti e i suoi dipinti religiosi.

## Biografia

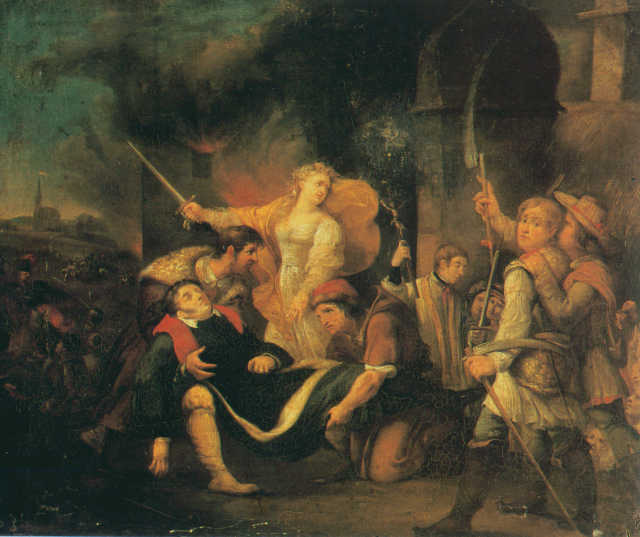
La morte di Henryk Ignacy Kamieński, data sconosciuta

Egli nacque nel 1803 da Marcin e Julia Hadziewicz. Dal 1816 al 1822 egli studiò al liceo reale (un tempo l'accademia Zamojski) di Szczebrzeszyn. In seguito si iscrisse alla facoltà di belle arti dell'università varsaviana, dopo studiò con Antoni Brodowski e Antoni Blank. Nel 1829, dopo aver ricevuto una borsa di studio dal ministero per l'educazione pubblica e le questioni religiose, si trasferì dapprima a Dresda e poi a Parigi, dove studiò alla scuola di belle arti presso Antoine-Jean Gros. Egli iniziò a dipingere ritratti e opere a soggetto religioso o storico, come La morte di Henryk Ignacy Kamieński.
Nel 1833 giunse in Italia e riuscì a visitare lo studio dello scultore danese Alberto Thorvaldsen a Roma. Nell'Urbe egli visitò tutti i musei e copiò le opere degli antichi maestri, in particolar modo Raffaello, poi visitò Napoli. Durante il suo viaggio in Italia egli realizzò vari schizzi e disegni.
Nel 1834, Hadziewicz si trasferì a Cracovia, dove dipinse degli affreschi religiosi e dove si sarebbe sposato l'anno successivo. In seguito, egli realizzò degli affreschi per delle chiese di Medyka e Starzawa. Egli rimase a Cracovia fino al 1839, quando si trasferì a Mosca. Nella città russa Hadziewicz divenne un professore di disegno per la facoltà di matematica all'università moscovita fino al 1844. In seguito egli si trasferì a Varsavia, dove nel 1846 divenne un professore alla scuola di belle arti. Fino al 1864, Rafał educò all'arte una generazione di giovani artisti polacchi, come Władysław Czachórski, Józef Brodowski, Franciszek Kostrzewski, Pantaleon Szyndler e Alfred Kowalski. Egli rimase a Varsavia fino al 1871, quando si ritirò a Kielce, dove sarebbe morto nel 1883.
Rafał Hadziewicz fu uno dei cofondatori della cosiddetta "Società per l'Incoraggiamento per le Belle Arti" (Towarzystwo Zachęty do Sztuk Pięknych), una società di applicazione artistica che in seguito avrebbe fondato il museo noto come Zachęta. Vari suoi dipinti religiosi si trovano in alcune chiese di Szczebrzeszyn, Lisów e Łęczyca, mentre vari dipinti oggi si trovano alla galleria nazionale di Varsavia.

## Galleria d'immagini

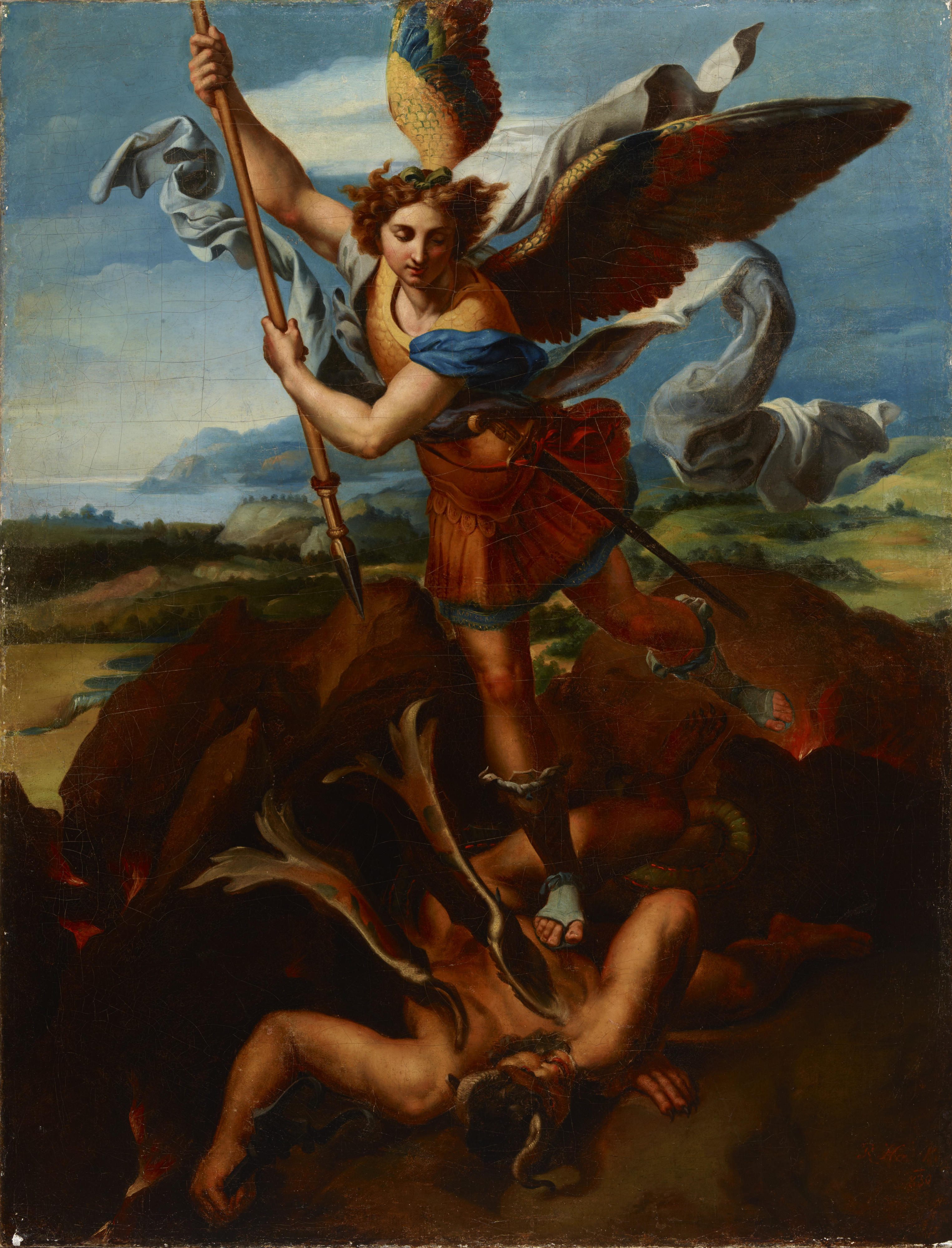
San Michele Arcangelo sconfigge Satana, 1830
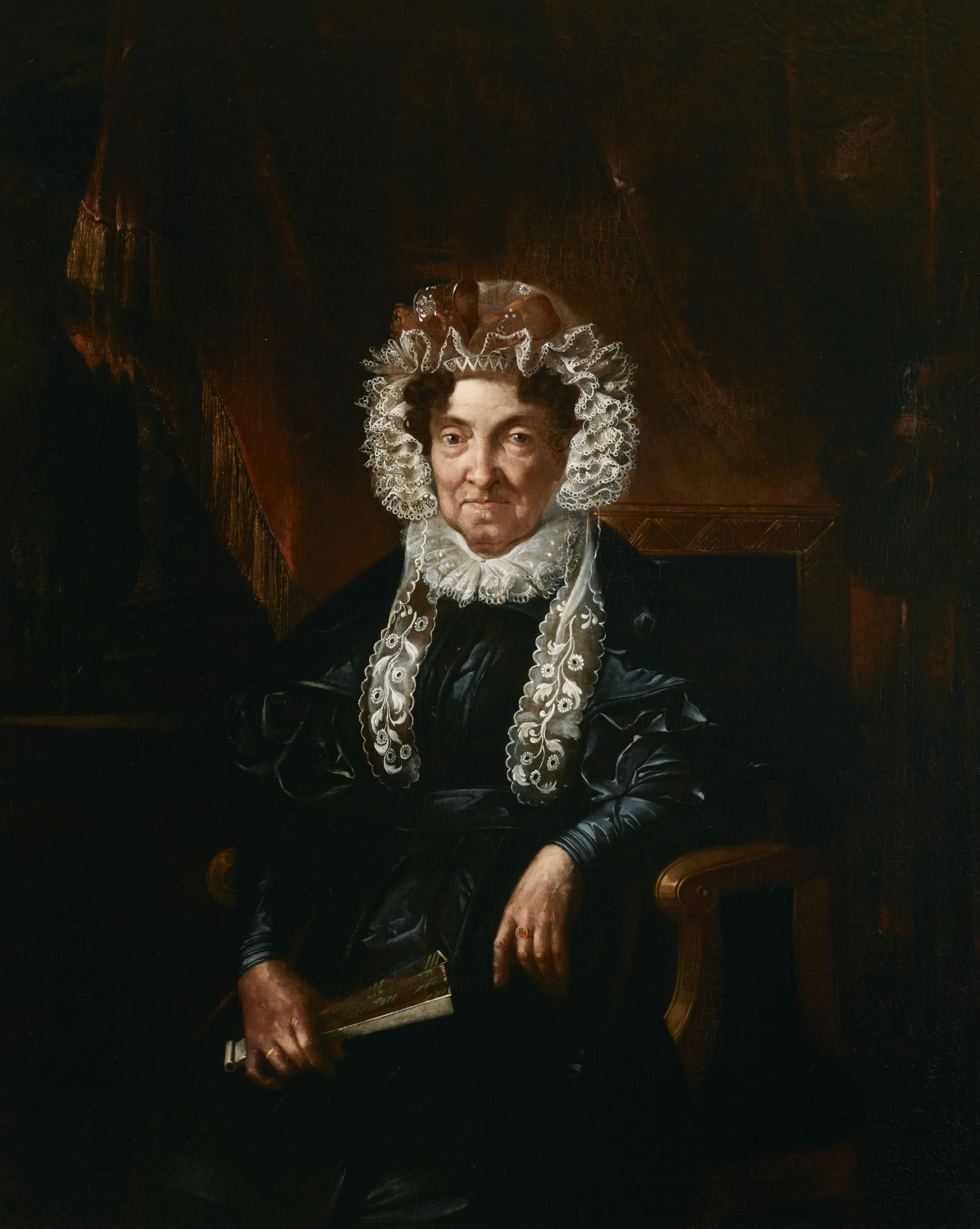
Ritratto di Barbara Brodowicz, 1834
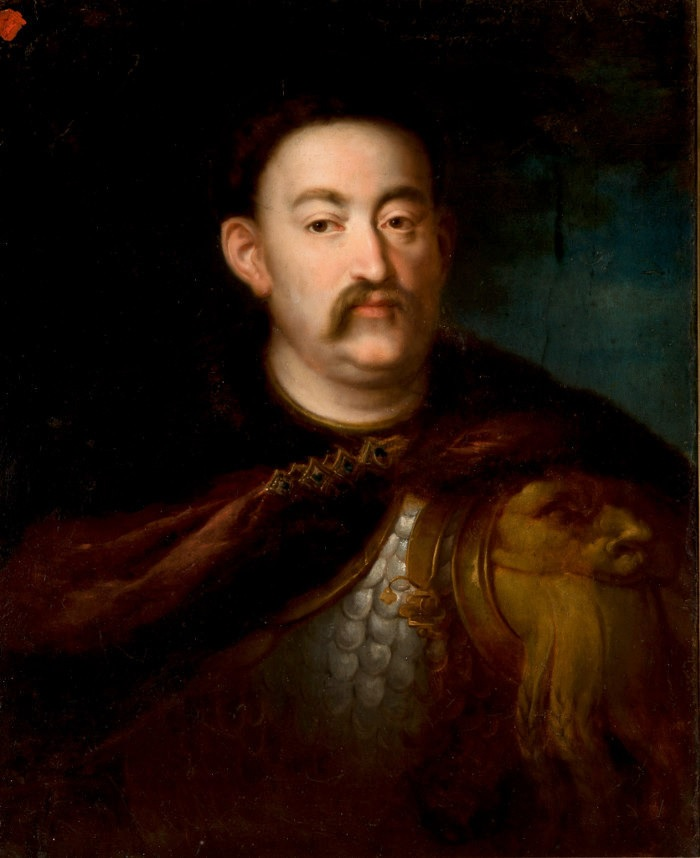
Ritratto del re Giovanni III Sobieski, 1834-1839
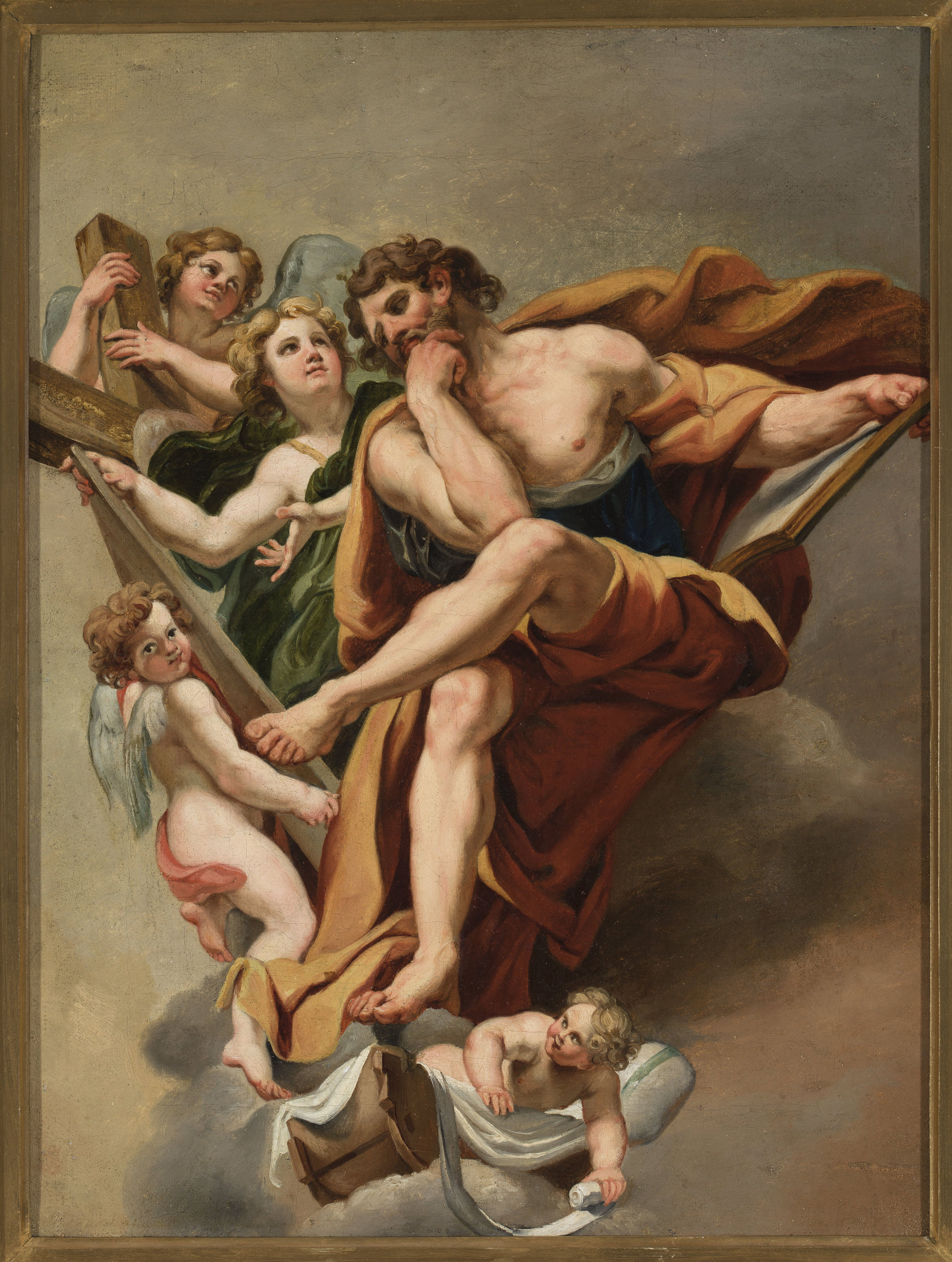
San Matteo e gli angeli, 1863